# チャールズ・フィッツチャールズ (初代プリマス伯爵)
初代プリマス伯爵チャールズ・フィッツチャールズ（英語: Charles FitzCharles, 1st Earl of Plymouth、1657年頃 - 1680年10月17日）は、イングランド王チャールズ2世と愛人キャサリン・ペッグの間で儲けた庶子。妹に修道女になったキャサリン・フィッツチャールズがいる。その後、ペッグはサー・エドワード・グリーン（Sir Edward Greene）と結婚したが、2人の間に子供はいなかった。
1680年、タンジェ駐留軍に従軍している最中に病死した。

## 生涯

### タンジェ派遣まで
1657年頃にイングランド王チャールズ2世と愛人キャサリン・ペッグ（トマス・ペッグの娘）の間の庶子として生まれた。イギリス国外、おそらくスペインで教育を受け、「ドン・カルロス」（Don Carlos）のあだ名で知られた。
1675年7月28日、ダートマス男爵、トットネス子爵、プリマス伯爵に叙された。
1678年9月19日、初代リーズ公爵トマス・オズボーンの三女ブリジットと結婚した。2人の間に子供はいなかった。
詩人トマス・オットウェイの友人であり、フランドルでの騎兵連隊にコルネットとして入隊するための辞令を斡旋したという。また、友人の第3代マルグレイヴ伯爵ジョン・シェフィールドがアン王女を支持した廉でイングランド領タンジェに派遣されたとき、彼を追い払うためにわざと水漏れのある船で派遣したとされたが、プリマス伯爵は危険を察知しつつ同行することを堅持した。

### タンジェにて
アラウィー朝モロッコのスルタンムーレイ・イスマーイールは1679年にタンジェを奪取しようとして包囲を試みたが、失敗に終わった。翌1680年7月13日、国王所有連隊（THe King's Own Royal Regiment）が第2タンジェ歩兵連隊（「プリマス伯爵の歩兵連隊」とも）として設立され、初代連隊長にはプリマス伯爵が就任した。しかし、プリマス伯爵は数か月後の1680年10月17日にタンジェで死去、イングランド軍はイングランド領タンジェを放棄して撤退することを余儀なくされた。プリマス伯爵の爵位は断絶したが、2年後に再創設され第7代ウィンザー男爵トマス・ヒックマン＝ウィンザーが叙された。
プリマス伯爵の遺体はイングランドに運ばれ、1681年1月18日にウェストミンスター寺院に埋葬された。未亡人ブリジットは1706年にヘレフォード主教フィリップ・ビッセと再婚、1718年5月9日に亡くなった。ビッセは寡夫になり、ヘレフォード聖堂でブリジットの記念牌を設置した。